# Ungdom mod EU
Ungdom mod EU er en politisk ungdomsorganisation, grundlagt i 1994, tilknyttet Folkebevægelsen mod EU. Ungdom mod EU kæmper på et anti-racistisk grundlag, for at få Danmark ud af EU.
Organisationen blev stiftet som følge af utilfredshed mod den daværende SR-regerings manglende accept af danskernes nej til Maastrichttraktaten i 1992. Ved valgene til EU-parlamentet støtter Ungdom mod EU Folkebevægelsens kandidater, og har også ved hvert valg haft egne kandidater opstillet på Folkebevægelsens liste. Ved valget til Europa-Parlamentet i 2014 blev Ungdom mod EUs tidligere talsperson, Rina Ronja Kari, Folkebevægelsens spidskandidat og kom dermed til at sidde i Europa-Parlamentet for Folkebevægelsen mod EU i perioden 2014-2019. Nummer to på Folkebevægelsens liste til valget til Europa-Parlamentet i 2014, Lave Knud Broch, var en af initiativtagerne til oprettelsen Folkebevægelsens Ungdom i 1994. 
Bevægelsen skiftede i 2006 navn fra "Folkebevægelsens Ungdom mod EU" til "Ungdom mod EU", næsten samme navn som deres norske søsterorganisation Ungdom mot EU.